# تويفو ماكيلا
تويفو ماكيلا (بالفنلندية: Toivo Mäkelä)‏ هو ممثل فنلندي، ولد في 26 سبتمبر 1909 في فنلندا، وتوفي بنفس المكان في 20 أبريل 1979.

## وصلات خارجية
- تويفو ماكيلا على موقع IMDb (الإنجليزية)
- تويفو ماكيلا على موقع قاعدة بيانات الفيلم (الإنجليزية)